# 마르코 바르바리고

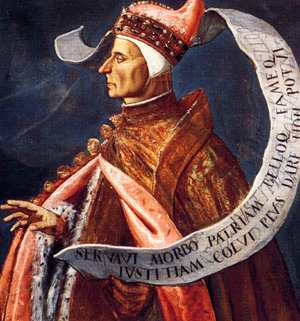
마르코 바르바리고

마르코 바르바리고(Marco Barbarigo, 1413년~1486년 8월)는 1485년부터 1486년까지의 73대 베네치아 공화국의 도제이다.
바르바리고는 1485년 9월 독살당한 것으로 추정된 도제 조반니 모체니고를 이어 베네치아 공화국의 도제로 선출됐다. 마르코는 도제 당선 후 1년이 안 돼서 귀족들 사이에 논란 속에 1486년 8월에 사망한다. 그의 자리는 동생인 아고스티노 바르바리고가 이어받는다.
그의 부인은 루차 루치니(Lucia Ruzzini, 1496년 사망)이며, 심기증 환자로 묘사되지만 아름다웠다고 한다.

## 대중 문화에서
- 비디오 게임 어쌔신 크리드 II에서 악당으로 등장하며, 주인공의 암살 대상 중 하나이다. 바르바리고는 템플 기사단의 마스터 로드리고 보르자의 종으로 등장하며, 그의 동맹이자 10인 위원회의 위원인 카를로 그리말디(Carlo Grimaldi)는 바르바리고가 정권을 잡음으로서 템플러에게 베네치아를 받칠 목적으로 조반니 모체니고를 살해한다. 그는 베네치아 카니발 기간 배에서 연설을 하던 중 경쟁 상대인 암살단원인 에치오 아우디토레 다 피렌체에게 총으로 암살당한다.